# Sunds församling
Sunds församling var en församling i Linköpings stift inom Svenska kyrkan i Ydre kommun i Östergötlands län. Församlingen uppgick 2009 i Sund-Svinhults församling.
Församlingskyrka var Sunds kyrka.

## Administrativ historik
Sunds kyrksocken härstammar senast från 1200-talet.
Församlingen utgjorde till 1962 ett eget pastorat för att därefter vara moderförsamling i pastoratet Sund, Västra Ryd och Svinhult. Församlingen uppgick 2009 i Sund-Svinhults församling.
Församlingskod var 051203.

## Kyrkoherdar
Lista över kyrkoherdar.
| Ämbetstid | Namn                       | Levnadstid | Övrigt                                          |
| --------- | -------------------------- | ---------- | ----------------------------------------------- |
| 1357      | Kanutus                    |            |                                                 |
| 1366-1372 | Ericus                     |            |                                                 |
| 1379-1406 | Petrus Karoli              |            |                                                 |
| 1403–1407 | Petrus                     | –1407      |                                                 |
| 1407–1446 | Sveno Petri                | –1433      |                                                 |
|           | Petrus Niculai             |            |                                                 |
| 1460-1493 | Haquon                     |            |                                                 |
| 1515      | Peder                      |            |                                                 |
| 1545      | Simon Olavi                | –1545      |                                                 |
| 1550-1553 | Benedictus Jonae           | –1571      |                                                 |
| 1571–1593 | Magnus Johannis            |            | Senare kyrkoherde i Asby församling.            |
| 1593–1632 | Joannes Hemmingi           | 1548–1632  |                                                 |
| 1632–1655 | Petrus Magni Rivius        | –1655      |                                                 |
| 1658–1670 | Magnus Petri Wamalius      | 1599-1670  |                                                 |
| 1672–1689 | Petrus Benedicti Hahl      | 1625–1689  |                                                 |
| 1690–1706 | Andreas Svenonis Tiliander | 1655–1706  |                                                 |
| 1707–1732 | Petrus Johannis Strandberg | 1670–1732  |                                                 |
| 1734–1770 | Magnus Ekstrand            | 1691–1770  |                                                 |
| 1772–1792 | Lars Boraeus               | 1723–1792  |                                                 |
| 1793–1797 | Magnus Bruzelius           | 1740–1797  |                                                 |
| 1797–1802 | Jonas Brostrand            | 1731–1802  |                                                 |
| 1803–1815 | Magnus Tinnerstedt         | 1747–1815  |                                                 |
| 1816–1825 | Marcus Edesman             | 1756–1825  |                                                 |
| 1826-1834 | Johan Magnus Östergren     | 1773-1834  |                                                 |
| 1837-1843 | Per Conrad Arosenius       | 1798–1857  | Senare kyrkoherde i Östra Tollstads församling. |
| 1843-1862 | Samuel Lindegren           | 1791-1862  |                                                 |
| 1864-1869 | Constans Malachias Gobom   |            | Senare kyrkoherde i Gladhammars församling.     |
| 1869-1881 | Per Gustaf Frölén          | 1825-1881  |                                                 |
| 1884-1895 | Johan Ludvig Bergvall      |            | Senare kyrkoherde i Hovs församling.            |
| 1895-1925 | Ernst Ferdinand Sjöling    | 1851-1925  |                                                 |
| 1926-     | Birger Anton Gunne         | 1895-      |                                                 |
| 1984      | Åke Bäckman                | 1921–      | [ 5 ]                                           |

## Församlingshem (Österbymo)
I församlingshemmet finns en orgel byggd 1978 av Åkerman & Lund Orgelbyggeri, Knivsta. Den är mekanisk och har ett tonomfång på 54/25.
| Manual        | Pedal   |
| Trägedackt 8’ | Bihängd |
| Flöjt 4’      |         |
| Principal 2’  |         |
| Kvint 1 1⁄3’  |         |